# (8718) 1995 UC8
A (8718) 1995 UC8 a Naprendszer kisbolygóövében található aszteroida. Y. Shimizu és Urata Takesi fedezte fel 1995. október 27-én.